# Cyro de Castro Almeida
Cyro de Castro Almeida foi um político brasileiro do estado de Minas Gerais.
Atuou como deputado estadual em Minas Gerais na 2ª Legislatura (1951 - 1955) pelo PTB, substituindo o deputado Arlindo Zanini, quando este esteve afastado.